# Robert Napier (1er baron Napier de Magdala)
Pour les articles homonymes, voir Napier.
Robert Cornelis Napier (6 décembre 1810 – 14 janvier 1890), 1er baron Napier de Magdala, est un militaire de l'armée britannique, membre de l'ordre du Bain, de l'ordre de l'Étoile d'Inde, de l'ordre de l'Empire des Indes et de la Royal Society.

## Biographie
Il est le fils du major Charles Frederick Napier. Il naît à Ceylan le 6 décembre 1810.
Il suit une éducation à l’académie militaire d’Addiscombe avant de rejoindre les ingénieurs du Bengale (en) à l’âge de 18 ans. Il arrive en Inde en 1828.
Il est employé au service d’irrigation du Département des Services Publics pendant quelques années avant d’être promu capitaine en 1841. Il est alors envoyé à Sirhind.
À partir de décembre 1845, il participe à la première guerre anglo-sikhe. Il rejoint l’armée du Sutlej et dirige un groupe d’ingénieurs du Bengale à la bataille de Mudki.
Il participe également aux batailles de Ferozeshah (en) et de Sobraon.
En 1848, il participe à la seconde guerre anglo-sikhe. Il participe alors notamment au siège de Multan et à la bataille de Gujrat.
À partir de 1857, il participe à la répression contre des soulèvements indiens contre la domination britannique durant la révolte des Cipayes.
En janvier 1860, il participe à la seconde guerre de l'opium à la suite de laquelle il obtient le grade de major-général.
Il fut également un éphémère gouverneur général et vice-roi des Indes, de novembre à décembre 1863.
Il reçoit le titre de lieutenant général en 1867.

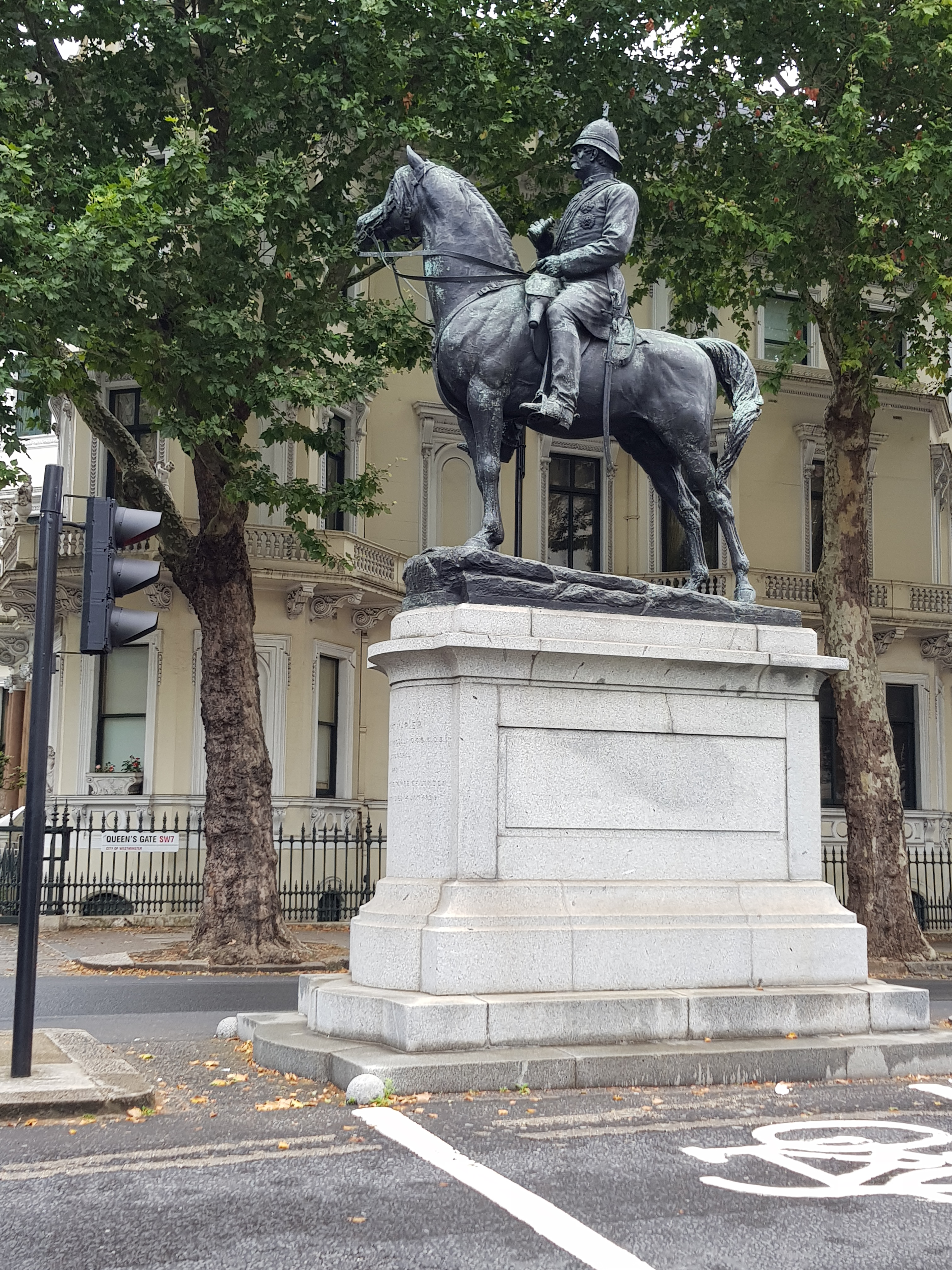
Statue équestre de Robert Napier, Queen's Gate, Londres.

Il est surtout connu pour avoir dirigé l’année suivante l’expédition britannique en Éthiopie de 1868.
L’empereur Téwodros II retient prisonnier plusieurs missionnaires et deux diplomates britanniques envoyés pour les libérer sans succès.
L’avant-garde des ingénieurs britanniques débarque à Zula le 30 octobre 1867 pour y construire un port. Napier arrive le 2 janvier 1868 et commence sa marche à travers les hauts plateaux éthiopiens le 25 janvier.
La progression doit faire face à un double obstacle. La très forte difficulté du terrain tout d’abord, l’avancée s’effectuant dans une région montagneuse sur plus de 640 km. La résistance des populations locales hostiles à la présence coloniale.
D’un côté, Napier résout le premier grâce aux capacités des ingénieurs britanniques et à la préparation logistique. De l’autre Napier fait comprendre qu’il vient uniquement libérer les prisonniers, et non conquérir le pays. Il noue par ailleurs une alliance avec le Ras Kassa (futur empereur Yohannes IV) et utilise l’hostilité des Éthiopiens à l’empereur Téwodros.
Il arrive au pied de Magdala le 9 avril et, le lendemain, remporte la victoire face à une armée de 9 000 hommes à la bataille de Magdala avec 2 pertes du côté britannique.
Bien que Téwodros ait alors libéré les otages britanniques, Napier ordonne de mener l’assaut sur la forteresse le 13 avril. Les Anglais capturent Magdala, et Téwodross se suicide.
Napier ordonne alors la destruction de l’artillerie éthiopienne, fait brûler Magdala et piller la forteresse. Des objets d’importance historique et religieuse sont alors ramenés dans les collections anglaises,.
Napier reçoit de nombreuses décorations à son retour en Angleterre. Il devient membre de la Royal Society en 1869. Il devient grand commandant de l’ordre du Bain et reçoit les clés de la ville de Londres, ainsi que le titre héréditaire de baron Napier de Maqdala.
Il meurt à Londres le 14 janvier 1890.

## Distinctions
- Ordre du Bain